# Viacheslav Borísov
Viacheslav Borísov (n. Ruza, Óblast de Moscú, Unión Soviética, 12 de enero de 1955), en cirílico: Вячеслав Борисов, fue un militar ruso. Comandó las tropas rusas en la Guerra de Osetia del Sur de 2008.

## Datos personales
Nació en la ciudad de Ruza, cercana a Moscú, cuando formaba parte de la Unión Soviética. Está casado y tiene dos hijos varones.

## Inicio de la carrera militar
Ingresó en el Ejército Rojo en 1976 tras graduarse en el Colegio Superior de Aerotransporte de Riazán, siendo destinado a las fuerzas aerotransportadas. Buen oficial se promocionó y en 1990 se graduará en la Academia Militar Frunze para cuerpos de élite. De 1991 a 1995 ostentó el mando de la 11.ª Brigada Independiente Aerotransportada de Ulán-Udé, en el Distrito Militar de Transbaikal. Posteriormente, tras ascender al rango de general, se pondrá al frente de la 2.ª División de Guardia de Rifles Motorizada «Tamanskaya», en el Distrito Militar de Moscú.

## Georgia
En 1998, se gradúa en la Academia del Generalato y es designado Comandante de la 12.ª Base Militar Rusa de Batumi, en la república georgiana de Adjaria. El 2003 se convierte en Segundo Comandante para el Entrenamiento Aerotransportado; un puesto creado para él específicamente. Algo antes del 2008 se le nombra comandante de la 76.ª División Aerotransportada, que mandará durante la guerra.

## Osetia del Sur
Mientras se encuentra al mando de la División, esta es enviada desde su plaza en Pskov a reforzar el 58.º Ejército, tomando parte en la batalla de Tsjinval. Cuando concluye la batalla victoriosamente su unidad es trasladada dentro de la propia Georgia y ocupa Gori. En ausencia de un gobierno civil, actuará de facto como gobernador de la región.